# Iain Fyfe
Iain Fyfe (Adelaide, 3 aprile 1982) è un ex calciatore australiano, di ruolo difensore.

## Caratteristiche tecniche
È un difensore centrale.

## Carriera
Fyfe ha debuttato in Hyundai A-League con il Sydney FC il 28 agosto 2005 contro il Melbourne Victory all'Aussie Stadium (1-1). È stato il primo giocatore a fare 50 presenze nella Hyundai A-League con la maglia del Sydney FC, mentre ha realizzato il suo primo gol il 27 agosto 2006, siglando la rete del definitivo 1-0 contro i Central Coast Mariners. Nel 2005-2006 ha giocato al centro della difesa del Sydney FC, mentre gran parte della stagione successiva viene spostato sulla fascia destra e in seguito anche su quella sinistra. Si è dimostrato un giocatore importante per il Sydney FC per la sua capacità di giocare in qualsiasi posizione difensiva.
Fyfe ha rappresentato l'Australia a tutti i livelli, ad eccezione della Nazionale maggiore, con cui non è mai riuscito a giocare anche se convocato.

## Palmarès

### Club

#### Competizioni nazionali
- Campionato australiano: 1

Sydney FC: 2005-2006

#### Competizioni internazionali
- OFC Champions League: 1

Sydney FC: 2004-2005

### Individuale
- Miglior giocatore della Oceania Club Championship: 1

2004-2005